# 中文導報
《中文導報》，是一家在日本發行的簡體中文報紙，由中文産業株式会社發行，於1992年9月創刊，主要面向華人发行。該報自稱是日本國內發行量最大的中文類報紙。

## 概要
新聞編輯重點在日中關係與在日中國人的一些的關聯新聞。

## 外部連結
- （简体中文）中文导报网（页面存档备份，存于）